# Telstar in het seizoen 1974/75
Het seizoen 1974/1975 was het 12e jaar in het bestaan van de Velsense betaaldvoetbalclub Telstar. De club kwam uit in de Eredivisie en eindigde daarin op de zevende plaats. Tevens deed de club mee aan het toernooi om de KNVB Beker, hierin werd in de derde ronde verloren van AZ '67 (1–8).

## Wedstrijdstatistieken

### Eredivisie
|       | Ajax  | FC Amsterdam | AZ '67 | Excelsior | Feyenoord | Go Ahead Eagles | De Graafschap | FC Den Haag-ADO | Haarlem | MVV   | NAC   | PSV   | Roda JC | Sparta | FC Twente '65 | FC Utrecht | Wageningen |
| ----- | ----- | ------------ | ------ | --------- | --------- | --------------- | ------------- | --------------- | ------- | ----- | ----- | ----- | ------- | ------ | ------------- | ---------- | ---------- |
| Thuis | 1 – 4 | 0 – 2        | 1 – 0  | 1 – 1     | 0 – 4     | 2 – 1           | 2 – 1         | 1 – 0           | 2 – 2   | 2 – 0 | 0 – 0 | 2 – 2 | 4 – 2   | 1 – 1  | 1 – 0         | 4 – 0      | 3 – 1      |
| Uit   | 1 – 1 | 0 – 0        | 2 – 1  | 0 – 0     | 4 – 1     | 0 – 0           | 1 – 1         | 2 – 0           | 1 – 1   | 2 – 2 | 1 – 1 | 1 – 0 | 0 – 1   | 4 – 1  | 1 – 1         | 0 – 2      | 4 – 2      |

### KNVB Beker
| 1e ronde                                       | Telstar | 2 – 0 (2 – 0) | Hermes DVS       |
| 24 november 1974 Plaats: Velsen Schoonenberg   | Wietze Couperus 17' Jos Jonker 27' (pen.)                                                                          |               |                  |
| 2e ronde                                       | AZ '67 | 8 – 1 (3 – 0) | Telstar          |
| 9 februari 1975 Plaats: Alkmaar Alkmaarderhout | Theo Vonk 32' Bobby Vosmaer 39' Kristen Nygaard 45', 61', 81' Kees Kist 56' Rob Meijster 68' Gerard Vredenburg 88' |               | 86' Dick Helling |

## Statistieken Telstar 1974/1975

### Eindstand Telstar in de Nederlandse Eredivisie 1974 / 1975
| Stand | Gespeeld | Gewonnen | Gelijk | Verloren | Punten | Doelpunten voor | Doelpunten tegen |
| ----- | -------- | -------- | ------ | -------- | ------ | --------------- | ---------------- |
| 7e    | 34       | 11       | 14     | 9        | 36     | 42              | 45               |

### Topscorers
| #                 | Naam            | Goal |
| ----------------- | --------------- | ---- |
| 1.                | Cees van Kooten | 12   |
| 2.                | Co Stout        | 9    |
| 3.                | Wietze Couperus | 5    |
| 4.                | Dick Helling    | 4    |
| 5.                | Klaas Bijl      | 2    |
| 5.                | Fred Bischot    | 2    |
| 5.                | Tonny Fens      | 2    |
| 5.                | Jos Jonker      | 2    |
| 5.                | Monne de Wit    | 2    |
| 10.               | Fred André      | 1    |
| Onbekend doelpunt |                 |      |
| –                 | Onbekend        | 1    |
| Totaal            | Totaal          | 42   |

| #      | Naam            | Goal |
| ------ | --------------- | ---- |
| 1.     | Wietze Couperus | 1    |
| 1.     | Dick Helling    | 1    |
| 1.     | Jos Jonker      | 1    |
| Totaal | Totaal          | 3    |

## Voetnoten
Ajax ·
FC Amsterdam ·
AZ '67 ·
Excelsior ·
Feyenoord ·
Go Ahead Eagles ·
De Graafschap ·
FC Den Haag-ADO ·
Haarlem ·
MVV ·
NAC ·
PSV ·
Roda JC ·
Sparta ·
Telstar ·
FC Twente '65 ·
FC Utrecht ·
Wageningen